# Neudegg (zřícenina)
Zřícenina Neudegg leží skrytá v lese nad říčkou Pulkau asi 3,5 km západně od města Pulkau v okrese Hollabunn v rakouské spolkové zemi Dolní Rakousy. V literatuře je uváděn také jako Nonneck nebo Neuneck.

## Historie
Poprvé v roce 1183 je v dokumentech zmiňován „Ortolfus de Nonnekke“. Kolem roku 1220 je znám jako majitel „Chunradus z Niweneke“. Kolem roku 1390 je znám „Cherssl“, střelec z Rugers. Zdali je spojitost s hradem Riegersburg, kde byl majitel s podobným jménem, není známo. V každém případě Niklas Newnekker měl právo na Cherssl. Později je ještě znám „Peter Laher“ jako majitel a později je Neuneck označený jako pustý dům.

## Sousedé
Sousedními hrady či zámky jsou
- Schrattenthal (zámek) a
- Obermixnitz (zámek).